# Gia Hòa 1
Gia Hòa 1 là một xã thuộc huyện Mỹ Xuyên, tỉnh Sóc Trăng, Việt Nam.

## Địa lý
Xã Gia Hòa 1 nằm ở phía tây nam huyện Mỹ Xuyên, có vị trí địa lý:
- Phía đông giáp xã Hòa Tú 1
- Phía tây giáp xã Gia Hòa 2 và xã Thạnh Quới
- Phía nam giáp xã Hòa Tú 2 và tỉnh Bạc Liêu
- Phía bắc giáp xã Thạnh Phú.

Xã Gia Hòa 1 có diện tích 27,65 km², dân số năm 2022 là 9.921 người, mật độ dân số đạt 358 người/km².

## Hành chính
Xã Gia Hòa 1 được chia thành 8 ấp: Công Hòa, Định Hòa, Long Hòa, Phước Hòa, Tam Hòa, Trung Hòa, Vĩnh A, Vĩnh B.

## Lịch sử
Ngày 7 tháng 7 năm 1982, Hội đồng Bộ trưởng ban hành Quyết định số 111-HĐBT về việc chia xã Gia Hòa thành xã Gia Hòa Đông và xã Gia Hòa Tây.
Ngày 16 tháng 9 năm 1989, Hội đồng Bộ trưởng ban hành Quyết định số 128-HĐBT về việc thành lập xã Gia Hòa 1 trên cơ sở toàn bộ xã Gia Hòa Tây.
Xã Gia Hòa 1 có 2.536,52 ha diện tích tự nhiên và 4.366 nhân khẩu.